# Frank Norbert
Frank Norbert wurde Anfang der 1930er Jahre bekannt als „vierter Nachrichter“ der akademischen Kabarettgruppe Die Nachrichter, die in ihren Erfolgsjahren tatsächlich nur aus drei festen Mitgliedern bestand.
Nach dem Weggang des Musikers Werner Kleine aus dem Ensemble im Herbst 1931 trat die Gruppe mit wechselnden musikalischen Begleitern am Flügel bzw. Kapellmeistern auf. Diese wurden jedoch bei Tournee- und Auftrittsankündigungen, Schallplattenaufnahmen sowie Rundfunk- und Filmauftritten stets ausschließlich „Frank Norbert“ genannt.
Auf Norbert Schultze folgten ab Mitte 1932 Bernhard Eichhorn, Otto Treffzger, Romanus Maria Hubertus, Rolf Hänsler und schließlich, bis zur Auflösung der Gruppe im Herbst 1935 Willy Sommerfeld
Es gab Gerüchte, dass sogar Wilhelm Furtwängler unter dem Namen „Frank Norbert“ Musikparodien mit den Nachrichtern gespielt hätte.
In vieler früher Fachliteratur zur Kleinkunst wird bei dem Begleiter der Nachrichter „Frank Norbert“ von einer tatsächlichen Person ausgegangen.